# Џејн Гудол
Џејн Морис Гудол (енгл. Jane Morris Goodall; Лондон, 3. април 1934) британски је приматолог, етолог, антрополог. Сматра се најважнијим стручњаком за шимпанзе на свету. Најпознатија је по 55-годишњој студији о друштвеном и породичном животу дивљих шимпанзи, започетој њеним одласком у Национални парк Гомбе Стрим, у Танзанији 1960. Оснивач је Института Џејн Гудол и програма „Корени и изданци”, а обимно је радила на питањима очувања и добробити животиња.
Она је оснивач је Института Џејн Гудол и програма Корени & изданци, и интензивно је радила на питањима очувања и добробити животиња. Служила је у одбору Пројекта нељудских права од његовог оснивања 1996. године.

## Живот и каријера
Валери Џејн Морис Гудол је рођена 3. априла 1934. у Лондону од оца Мортимера Херберта Мориса Гудола, бизнисмена и мајке Маргарет Мајфењу Џозеф, писца. Као дете, од оца је добила плишану играчку шимпанзу и на тај начин развила љубав према приматима. Та играчка и данас путује са њом по читавом свету.
Године 1957. одлази у Кенију, на фарму пријатеља. Постаје секретарица Луиса Ликија, познатог археолога и палеонтолога, коме су требали истраживачи шимпанзи на терену. Лики 1958. шаље Гудолову у Лондон на проучавање понашања и анатомије примата. 14.јула 1960. Џејн Гудол долази у Национални парк Гомбе Стрим у Танзанији. Од 1962. Лики финансира Џејнино школовање на Кембриџу, где она 1965. стиче докторат из етологије.
Удавала се два пута. Први пут 1964. за холандског племића барона Хуга фон Левика, са којим има сина. Други пут 1975. за Дерека Брајсисона, члана танзанијског парламента и директора националних паркова те земље. Аутор је преко 25 књига, од чега је десетак намењено деци. Њеним животом и радом бавило се више од 40 документарних филмова.

## Рад

### Истраживања у Националном парку Гомбе Стрим
Од 1960. године Џејн Гудол почиње са проучавањем заједнице шимпанзи Касакела у Националном парку Гомбе Стрим, у Танзанији. У свом посматрању Џејн је приметила ствари које су строге научне доктрине можда превиделе.Уместо да бројем обележи шимпанзе које је посматрала, она им је дала имена као што су Фифи и Дејвид Сивобради. Запазила је да имају јединствене и индивидуалне личности, што је у то време била нековенционална идеја. Посматрала је понашања као што су загрљај, пољупци, тапкање по леђима, па чак и голицање, оно што сматрамо људским активностима. Гудолова инсистира да су ови гестови доказ о емоционалним везама између чланова породице или других појединаца у заједници, и да могу да трају читавог живота. Ова анализа указала је да између људи и шимпанза постоје сличности, не само у генима, већ и у емоцијама, интелигенцији и породичним и друштвеним односима.
Истраживање у Гомбе Стриму најбоље је познато научној заједници због побијања два дугогодишња уверења: само људи могу да конструишу алатке и шимпанзе су вегетаријанци. Шимпанзе користе гранчице које чак и обликују да би помоћу њих могли да „пецају” термите.
Гудолова је такође пронашла и агресивну страну природе шимпанзи у Гомбе Стриму. Открила је да ће шимпанзе систематски ловити и јести мање примате, као што су мајмуни колобус, што је довело до преиспитивања претходне концепције исхране и понашања шимпанзи. Такође је приметила да доминантне женке намерно убијају младе других да би одржале своју доминацију. Она описује и рат Гомбе шимпанзи од 1974. до 1978. у својим мемоарима. Њени налази су потпуно преокренули знања о понашању шимпанзи и били су додатни доказ друштвене сличности између људи и шимпанза, само на много мрачнији начин.
Ослобођена од конвенционалних норми истраживања, развила је блиску везу са шимпанзама и успела да постане једини човек икада прихваћен у заједници шимпанзи. Била је најнижи члан њихове војске у периоду од 22 месеца.

### Институт Џејн Гудол
Године 1977. Гудолова је основала Институт са својим именом, који подржава истраживање Гомбе шимпанзи и предводи светске напоре за очување шимпанзи и њихових станишта. Има 19 канцеларија широм света. Од 1991. ради и светски омладински програм „Корени и изданци“ који је присутан у преко 100 земаља. На Универзитету Дјук у Минесоти отворен је Центар за студије примата Џејн Гудол, где су сви њени рукописи, фотографије, белешке обједињени и постављени у онлајн базу података.
Данас, Гудолова све своје време посвећује заступању шимпанзи и животне средине, путујући скоро 300 дана годишње.

### Награде и признања
Џејн Гудол је добила многе почасти за свој еколошки и хуманитарни рад. Генерални секретар УН назвао је Гудолову послаником мира за УН. Британска краљица ју је одликовала највишом почасти за жене у Британском краљевству. Има медаљу Француске Легије части и преко 50 других почасти и награда од разних институција, влада и хуманитарних организација широм света.

## Радови

### Књиге
- 1969 My Friends the Wild Chimpanzees Washington, DC: National Geographic Society
- 1971 Innocent Killers (with H. van Lawick). Boston: Houghton Mifflin; London: Collins.
- 1971 In the Shadow of Man Boston: Houghton Mifflin; London: Collins. Published in 48 languages.
- 1986 The Chimpanzees of Gombe: Patterns of Behavior Boston: Bellknap Press of the Harvard University Press. Published also in Japanese and Russian. R.R. Hawkins Award for the Outstanding Technical, Scientific or Medical book of 1986, to Bellknap Press of Harvard University Press, Boston. The Wildlife Society (USA) Award for "Outstanding Publication in Wildlife Ecology and Management".
- 1990 Through a Window: 30 years observing the Gombe chimpanzees London: Weidenfeld & Nicolson; Boston: Houghton Mifflin. Translated into more than 15 languages. 1991 Penguin edition, UK. American Library Association "Best" list among Nine Notable Books (Nonfiction) for 1991.
- 1991 Visions of Caliban (co-authored with Dale Peterson, PhD). Boston: Houghton Mifflin. New York Times "Notable Book" for 1993. Library Journal "Best Sci-Tech Book" for 1993.
- 1999 Brutal Kinship (with Michael Nichols). New York: Aperture Foundation.
- 1999 Reason For Hope; A Spiritual Journey (with Phillip Berman). New York: Warner Books, Inc. Translated into Japanese and Portuguese.
- 2000 40 Years At Gombe New York: Stewart, Tabori, and Chang.
- 2000 Africa In My Blood (edited by Dale Peterson). New York: Houghton Mifflin Company.
- 2001 Beyond Innocence: An Autobiography in Letters, the later years (edited by Dale Peterson). New York: Houghton Mifflin Company.  0-618-12520-5   Online version
- 2002 The Ten Trusts: What We Must Do To Care for the Animals We Love (with Marc Bekoff). San Francisco: Harper San Francisco
- 2005 Harvest for Hope: A Guide to Mindful Eating New York: Warner Books, Inc.  0-446-53362-9
- 2009 Hope for Animals and Their World: How Endangered Species Are Being Rescued from the Brink Grand Central Publishing  0-446-58177-1
- 2013 Seeds of Hope: Wisdom and Wonder from the World of Plants (with Gail Hudson) Grand Central Publishing  1-455-51322-9

#### Књиге за децу
- 1972 Grub: The Bush Baby (with H. van Lawick). Boston: Houghton Mifflin.
- 1988 My Life with the Chimpanzees New York: Byron Preiss Visual Publications, Inc. Translated into French,  Japanese and Chinese. Parenting's Reading-Magic Award for "Outstanding Book for Children," 1989.
- 1989 The Chimpanzee Family Book Saxonville, MA: Picture Book Studio; Munich: Neugebauer Press; London: Picture Book Studio. Translated into more than 15 languages, including Japanese and Swahili. The UNICEF Award for the best children's book of 1989. Austrian state prize for best children's book of 1990.
- 1989 Jane Goodall's Animal World: Chimps New York: Macmillan.
- 1989 Animal Family Series: Chimpanzee Family; Lion Family; Elephant Family; Zebra Family; Giraffe Family; Baboon Family; Hyena Family; Wildebeest Family Toronto: Madison Marketing Ltd.
- 1994 With Love New York / London: North-South Books. Translated into German, French, Italian, and Japanese.
- 1999 Dr. White (illustrated by Julie Litty). New York: North-South Books.
- 2000 The Eagle & the Wren (illustrated by Alexander Reichstein). New York: North-South Books.
- 2001 Chimpanzees I Love: Saving Their World and Ours New York: Scholastic Press
- 2002 (Foreword) "Slowly, Slowly, Slowly," Said the Sloth by Eric Carle. Philomel Books
- 2004 Rickie and Henri: A True Story (with Alan Marks) Penguin Young Readers Group

### Филмови
Гудол је тема више од 40 филмова:
- 1965 Miss Goodall and the Wild Chimpanzees National Geographic Society
- 1975 Miss Goodall: The Hyena Story  The World of Animal Behavior Series 16mm 1979 version for DiscoVision, not released for LaserDisc
- 1984 Among the Wild Chimpanzees National Geographic Special
- 1988 People of the Forest with Hugo van Lawick
- 1990 Chimpanzee Alert in the Nature Watch Series, Central Television
- 1990 The Life and Legend of Jane Goodall National Geographic Society.
- 1990 The Gombe Chimpanzees Bavarian Television
- 1995 Fifi's Boys for the Natural World series for the BBC
- 1996 Chimpanzee Diary for BBC2 Animal Zone
- 1997 Animal Minds for BBC
- Goodall voiced herself in the animated TV series The Wild Thornberrys.
- 2000 Jane Goodall: Reason For Hope PBS special produced by KTCA
- 2001 „Chimps R Us, on season 11, episode  8”. Scientific American Frontiers. Chedd-Angier Production Company. 2000—2001. PBS. Архивирано из оригинала 2006. г.
- 2002 Jane Goodall's Wild Chimpanzees (IMAX format), in collaboration with Science North
- 2005 Jane Goodall's Return to Gombe for Animal Planet
- 2006 Chimps, So Like Us HBO film nominated for 1990 Academy Award
- 2007 When Animals Talk We Should Listen theatrical documentary feature co-produced by Animal Planet
- 2010 Jane's Journey theatrical documentary feature co-produced by Animal Planet
- 2012 Chimpanzee theatrical nature documentary feature co-produced by Disneynature
- 2017 Jane biographical documentary film National Geographic Studios, in association with Public Road Productions. The film is directed and written by Brett Morgen, music by Philip Glass
- 2018 Zayed's Antarctic Lights Dr Jane featured in the Environment Agency-Abu Dhabi film that screened on National Geographic-Abu Dhabi and won a World Medal at the New York Film and TV Awards.[10][11]
- 2020 Jane Goodall: The Hope, biographical documentary film, National Geographic Studios, produced by Lucky 8[12]